# 내방로
 내방로(Naebang-ro)는 광주광역시 서구 농성동 광천1교교차로에서 광주광역시 서구 치평동 교직원공제회앞교차로까지 이어주는 도로이다.

## 주요 경유지
광주광역시
- 서구 (농성동 . 화정동 . 치평동)

## 노선
| 이름                    | 접속 노선                               | 소재지     | 소재지 | 소재지 | 비고 |
| ----------------------- | --------------------------------------- | ---------- | ------ | ------ | ---- |
| 광천1교교차로           | 광주광역시도 제13호선 (천변좌하로)      | 광주광역시 | 서구   | 치평동 |      |
| 소각장삼거리            | 광주광역시도 제73호선 (상무공원로)      | 광주광역시 | 서구   | 치평동 |      |
| (이름없음)              | 광주광역시도 제81호선 (치평로)          | 광주광역시 | 서구   | 치평동 |      |
| 한국은행사거리          | 광주광역시도 제74호선 (상무중앙로)      | 광주광역시 | 서구   | 치평동 |      |
| 광역시청앞 교차로       | 광주광역시도 제81호선 (상무번영로)      | 광주광역시 | 서구   | 치평동 |      |
| 5.18기념공원앞 교차로   | 광주광역시도 제64호선 (운천로)          | 광주광역시 | 서구   | 치평동 |      |
| (이름없음)              | 상무민주로                              | 광주광역시 | 서구   | 상무동 |      |
| 모아제일아파트앞 교차로 | 상일로                                  | 광주광역시 | 서구   | 상무동 |      |
| 상일중학교 교차로       | 내방로230번길                           | 광주광역시 | 서구   | 상무동 |      |
| (이름없음)              | 광주광역시도 제32호선 (월드컵4강로)     | 광주광역시 | 서구   | 상무동 |      |
| (이름없음)              | 광주광역시도 제95호선 (화운로)          | 광주광역시 | 서구   | 화정동 |      |
| (이름없음)              | 군분2로                                 | 광주광역시 | 서구   | 화정동 |      |
| 교직원공제회앞 교차로   | 국도 제1호선 (죽봉대로)                 | 광주광역시 | 서구   | 화정동 |      |
| 광천1교 교차로          | 광주광역시도 제13호선 (천변좌로) 월산로 | 광주광역시 | 서구   | 농성동 |      |
| 무진대로와 직결         |                                         |            |        |        |      |

## 주요 건물 및 시설
- S-OIL 치평주유소 (내방로 11/치평동 1002)
- 광주광역시청 (내방로 111/치평동 1200)
- KB국민은행 광주시청출장소 (내방로 111/치평동 1200)
- 광주광역시 소방안전본부 (내방로 111/치평동 1200)
- 5.18 기념공원 (내방로 152/쌍촌동 1268)
- 5.18기념문화센터 (내방로 152/쌍촌동 1268)
- 유촌초등학교 (내방로 153/쌍촌동 1320-2)
- 상일여자고등학교 (내방로 217/쌍촌동 1353)
- 상일중학교 (내방로 229/쌍촌동 1353-1)
- 신협 북동신협 쌍촌지점 (내방로 247/쌍촌동 1385)
- 현대오일뱅크 아세아주유소 (내방로 264/쌍촌동 275-1)
- 파스쿠찌 화정샹그릴라점 (내방로 37/화정동 23-20)
- 한국자산관리공사 광주전남지역본부 (내방로 392/농성동 393-8)
- 이마트24 광주광천중해점 (내방로 415/농성동 417-22)
- 세븐일레븐 광주갤러리점 (내방로 429/농성동 417-25)